# Ötágú Síp
Az Ötágú Síp (1973. április – 1975 nyara) amerikai magyar irodalmi folyóirat. Székhelye New Brunswick, New Jersey. Mindössze hat száma jelent meg.

## Szerkesztői, munkatársai
Hamza András alapította és szerkesztette. Jeles munkatársai közé tartozott Faludy György, Harsányi András, Kannás Alajos, Makkai Ádám, Nagy Károly, továbbá Bakucz József, Baránszky László, Bay Zoltán, Flórián Tibor, Kovács Imre, Sári-Gál Imre, Wigner Jenő.